# Château de Pouzauges
 (juin 2016).
Si vous disposez d'ouvrages ou d'articles de référence ou si vous connaissez des sites web de qualité traitant du thème abordé ici, merci de compléter l'article en donnant les références utiles à sa vérifiabilité et en les liant à la section « Notes et références ».
Le château de Pouzauges est un ancien château fort, de nos jours ruiné, dont les vestiges se dressent sur la commune française de Pouzauges dans le département de Vendée. Édifié aux XIIe et XIIIe siècles par les Vicomtes de Thouars, et démantelé par Du Guesclin en 1372, il constitue un bel exemple de l’architecture militaire du Bas-Poitou, comparable à celle des châteaux de Niort, Tiffauges, Noirmoutier et Châteaumur.
Le château fut notamment habité par Catherine de Thouars, épouse de Gilles de Rais, au XVe siècle. Ce dernier n'y a cependant jamais résidé, lui préférant le château de Tiffauges.

## Localisation
La longue enceinte enserrant un espace fortifié de 120 m sur 85 m occupe le large sommet aménagé en esplanade d'une colline du bocage vendéen, sur la commune de Pouzauges, dans le département français de Vendée. Le bourg s'est établi au pied de la colline.

## Historique
Lors de fouilles, du mobilier mérovingien a été découvert attestant de la grande ancienneté de l'occupation du site.

### Période Pouzauges - Pareds - Chantemerle (vers 1000-1239)
Au XIe siècle, le château de Pouzauges appartient à la famille de Zacharie de Pouzauges qui la transmet à la famille de Chantemerle, puis après le décès de Belle-Assez de Chantemerle (fille de Guillaume de Pareds) vers 1230 à sa fille Alix de Mauléon (née de son mariage avec Savary de Mauléon) qui épouse Guy Ier de Thouars.

### Période Thouars - Pouzauges (1239-1441)
La seigneurie de Pouzauges appartient aux vicomtes de Thouars qui administrent presque toute la Vendée et qui donnent au château de Pouzauges sa configuration définitive. Après la bataille de Taillebourg en 1242 où Louis IX, roi de France, écrase Hugues X de Lusignan, Aimery VIII de Thouars doit livrer son château au roi. La forteresse aurait été démantelée par Du Guesclin en 1372.
Aux XIVe et XVe siècles, les seigneurs de Pouzauges sont issus d'une branche cadette des vicomtes de Thouars. Hugues II de Thouars est le fils de Guy II vicomte de Thouars, il est seigneur de Pouzauges, Tiffauges et Mauléon. Son fils Miles de Thouars devient seigneur de Pouzauges. À son fils Renaud succède ensuite Miles II, seigneur de Pouzauges, Tiffauges, Chabanais, Savenay et Confolens, père de Catherine de Thouars.
Catherine de Thouars apporte le château de Pouzauges à l'apanage de Gilles de Rais grâce à leur mariage en 1420. Devant la barbarie de son époux, elle vient y résider avec sa fille Marie. Sous l'égide de Catherine, le donjon subit de nombreux aménagements pour le rendre propice à l'habitation. Un nouvel étage est rajouté ainsi qu'un escalier à vis le reliant à tous les autres. Plusieurs fenêtres sont percées en remplacement des anciennes meurtrières afin de faire pénétrer la lumière à l'intérieur.
|  |  |  |  |  |  |  |  |  |  |  |  |                                  |                                  | Hugues II (1332-1333)            |                                  |                                  |                                  |  |  |                                |                                |                                |                                |                                |                                |
|  |  |  |  |  |  |  |  |  |  |  |  |                                  |                                  |                                  |                                  |                                  |                                  |  |  |                                |                                |                                |                                |                                |                                |
|  |  |  |  |  |  |  |  |  |  |  |  | Miles de Thouars († 1378)        |                                  |                                  |                                  |                                  |                                  |  |  |                                |                                |                                |                                |                                |                                |
|  |  |  |  |  |  |  |  |  |  |  |  |                                  |                                  |                                  |                                  |                                  |                                  |  |  |                                |                                |                                |                                |                                |                                |
|  |  |  |  |  |  |  |  |  |  |  |  | Renaud de Thouars († 1385)       |                                  |                                  |                                  |                                  |                                  |  |  |                                |                                |                                |                                |                                |                                |
|  |  |  |  |  |  |  |  |  |  |  |  |                                  |                                  |                                  |                                  |                                  |                                  |  |  |                                |                                |                                |                                |                                |                                |
|  |  |  |  |  |  |  |  |  |  |  |  | Miles II de Thouars († 1419)     |                                  |                                  |                                  |                                  |                                  |  |  |                                |                                |                                |                                |                                |                                |
|  |  |  |  |  |  |  |  |  |  |  |  |                                  |                                  |                                  |                                  |                                  |                                  |  |  |                                |                                |                                |                                |                                |                                |
|  |  |  |  |  |  |  |  |  |  |  |  | Catherine de Thouars (1404-1462) | Catherine de Thouars (1404-1462) | Catherine de Thouars (1404-1462) | Catherine de Thouars (1404-1462) | Catherine de Thouars (1404-1462) | Catherine de Thouars (1404-1462) |  |  | Jean II de Vendôme † apr. 1460 | Jean II de Vendôme † apr. 1460 | Jean II de Vendôme † apr. 1460 | Jean II de Vendôme † apr. 1460 | Jean II de Vendôme † apr. 1460 | Jean II de Vendôme † apr. 1460 |
|  |  |  |  |  |  |  |  |  |  |  |  | Catherine de Thouars (1404-1462) | Catherine de Thouars (1404-1462) | Catherine de Thouars (1404-1462) | Catherine de Thouars (1404-1462) | Catherine de Thouars (1404-1462) | Catherine de Thouars (1404-1462) |  |  | Jean II de Vendôme † apr. 1460 | Jean II de Vendôme † apr. 1460 | Jean II de Vendôme † apr. 1460 | Jean II de Vendôme † apr. 1460 | Jean II de Vendôme † apr. 1460 | Jean II de Vendôme † apr. 1460 |
|  |  |  |  |  |  |  |  |  |  |  |  |                                  |                                  |                                  |                                  |                                  |                                  |  |  |                                |                                |                                |                                |                                |                                |
|  |  |  |  |  |  |  |  |  |  |  |  |                                  |                                  |                                  |                                  | Jean III de Vendôme † apr. 1482  |                                  |  |  |                                |                                |                                |                                |                                |                                |
|  |  |  |  |  |  |  |  |  |  |  |  |                                  |                                  |                                  |                                  |                                  |                                  |  |  |                                |                                |                                |                                |                                |                                |
|  |  |  |  |  |  |  |  |  |  |  |  |                                  |                                  |                                  |                                  | Jacques de Vendôme † 1507        |                                  |  |  |                                |                                |                                |                                |                                |                                |
|  |  |  |  |  |  |  |  |  |  |  |  |                                  |                                  |                                  |                                  |                                  |                                  |  |  |                                |                                |                                |                                |                                |                                |
|  |  |  |  |  |  |  |  |  |  |  |  |                                  |                                  |                                  |                                  | Louis de Vendôme † 1527          |                                  |  |  |                                |                                |                                |                                |                                |                                |
|  |  |  |  |  |  |  |  |  |  |  |  |                                  |                                  |                                  |                                  |                                  |                                  |  |  |                                |                                |                                |                                |                                |                                |
|  |  |  |  |  |  |  |  |  |  |  |  |                                  |                                  |                                  |                                  | François de Vendôme † 1560       |                                  |  |  |                                |                                |                                |                                |                                |                                |

### Période Vendôme (1441-1560)
La seigneurie de Pouzauges passe à la famille de Vendôme quand Catherine se remarie avec Jean II de Vendôme, vidame de Chartres. Leur fils Jean III, vidame de Chartres et bailli de Berry, est également seigneur de Pouzauges après la mort de ses parents, il décède après 1482. Leurs descendants successifs Jacques, Louis, François, conservent la seigneurie de Pouzauges parmi leurs nombreuses titulatures, jusqu'en 1560 lorsque François lègue par testament la seigneurie de Pouzauges à son oncle Claude Gouffier.

### Période Gouffier (1560-1634)
Son descendant Louis Gouffier vend la baronnie de Pouzauges en 1634 à Louis Grignon, seigneur de La Pélissonnière au Boupère.  

### Période Grignon Pelissonière et bien national (1634-1819)
Le château est vendu comme bien national à Brillanceau en 1792.
Durant les Guerres de Vendée (1793-1794), les hommes d'une « colonne infernale » commandés par le général Lachenay fusillent trente-deux Pouzaugeais qui s'étaient réfugiés dans l'enceinte du vieux château. Cet acte est commis le 26 janvier 1794 à l'issue d'un banquet offert par ce républicain au général Grignon. Le même jour, les villages alentour sont incendiés et une partie des habitants massacrés. C'est en leur honneur qu'a été érigée la Croix du Massacre qui se dresse dans la cour du château. 

### Période de Bagneux (1849-1988)
En 1849 le château est légué par testament à la famille de Bagneux, également propriétaire du château de la Pelissonière au Boupère.
Le château est classé au titre des monuments historiques par la liste de 1862.
Le comte de Bagneux entreprend la restauration du château en 1970. Philippe de Bagneux vend la nue propriété à la commune de Pouzauges en 1988, qui poursuit les travaux de restauration. L'usufruit est conservé par Madame de Lestrange, née Béatrix Frotier de Bagneux.

## Description

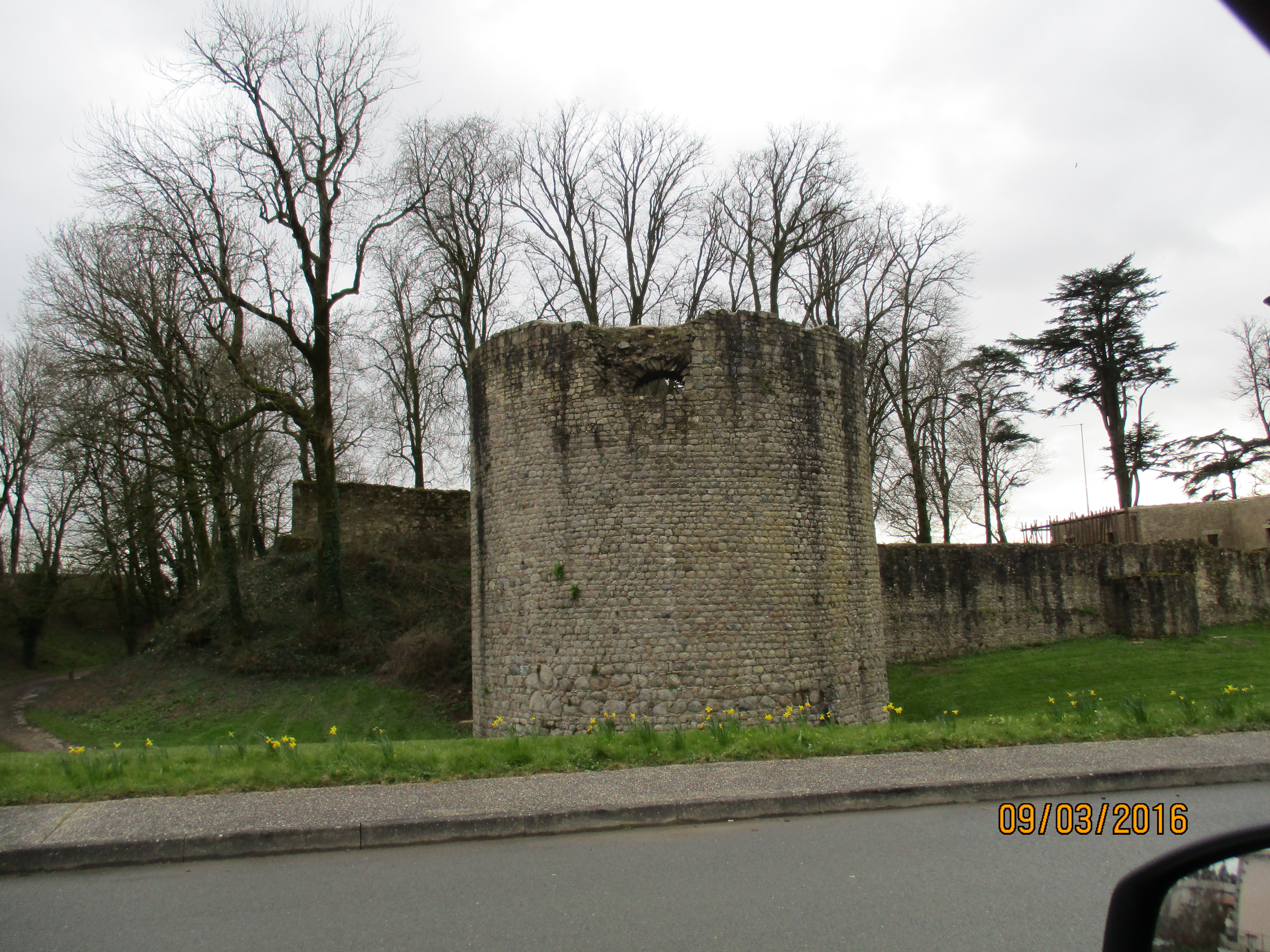
Une tour du château.

L'enceinte actuelle n'est pas antérieur au XIIIe siècle et succède probablement à une forteresse plus ancienne.
Un énorme donjon très ruiné, domine du haut de ses 25 m les restes du château. Dans un premier temps estimé du XIIe siècle, des fouilles archéologiques menées entre 2017 et 2019, en vue d'une restauration des façades, et dirigées par Teddy Béthus, archéologue médiéviste, ont démontré grâce à une datation au Carbone 14 que le donjon daterait du XIe siècle. 
Le donjon est l'une des douze tours qui faisait partie d'une enceinte ovoïde reliées entre elles par des courtines, offrant ainsi aux visiteurs un exemple de l'architecture civile romane. Il s'agit d'un donjon assez commun dans le Bas-Poitou, de style Niortais, c'est-à-dire une grosse tour quadrangulaire renforcée aux angles et au milieu de chaque façade par des tourelles pleines faisant office de contreforts.

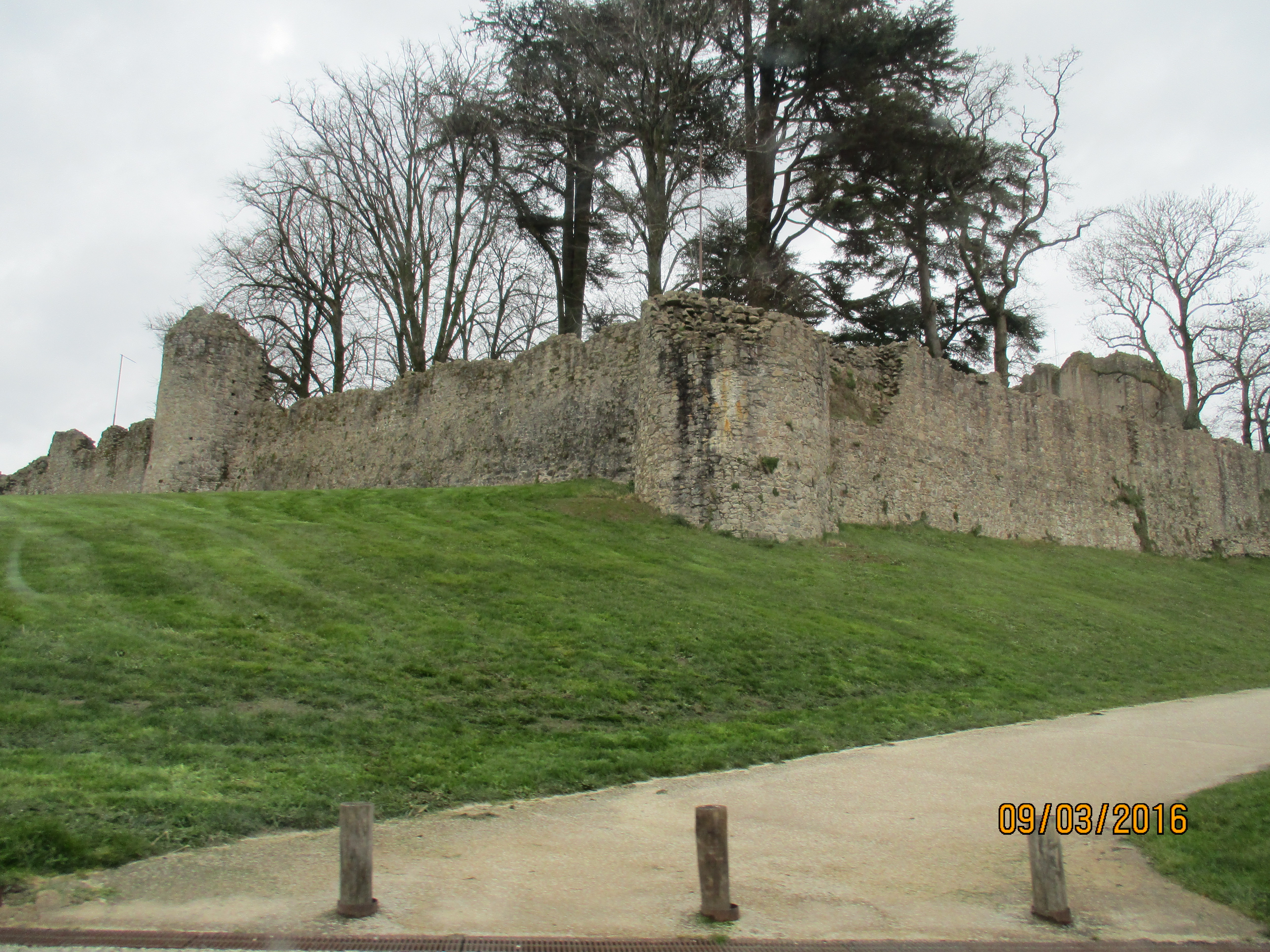
Une partie de l'enceinte.

L'entrée, située près du donjon, était renforcée par un châtelet d'entrée ou une barbacane. Des écuries étaient adossés aux remparts, une petite église aujourd'hui disparue se trouvait près de l'entrée.
Une autre enceinte plus vaste entourait le château actuel, et formait peut-être des remparts urbains fortifiant un gros bourg. Elle suivait les rues actuelles des Remparts, du Bournigal, du Bourg Bélard, de la Ragoille et Fortuné Parenteau.
Une troisième enceinte existait, c'était une chemise du donjon. C'était une muraille qui limitait la progression de sapeurs qui auraient eu envie de creuser sous les fondations du donjon pour ouvrir une brèche.